# Nati nel 1991/Agosto
| Questa pagina contiene informazioni ricavate automaticamente dalle voci biografiche con l'ausilio del template Bio e di un bot. L'aggiornamento è periodico e automatico e ricostruisce completamente la pagina. Se manca una persona in questa lista, sei pregato di non aggiungerla, ma accertati piuttosto che la sua voce biografica contenga il template Bio e che i dati anagrafici siano correttamente compilati. Se il template Bio manca, inseriscilo tu stesso o, in alternativa, metti l'avviso {{tmp\|Bio}} che ne segnala la mancanza. Se i dati riportati sono sbagliati, correggi direttamente la voce biografica; le modifiche saranno visibili in questa lista entro pochi giorni. Per chiarimenti vedi il progetto biografie. La lista contiene solo le 472 persone che sono citate nell'enciclopedia e per le quali è stato implementato correttamente il template Bio. Pagina aggiornata al 18 ago 2025. |

- 1º agosto - Jerrelle Benimon, ex cestista statunitense
- 1º agosto - Robert Boldog, ex pallavolista e allenatore di pallavolo statunitense
- 1º agosto - Anna Faroe, cantante faroese
- 1º agosto - David Haughton, cestista statunitense
- 1º agosto - Moritz Kuhn, calciatore tedesco
- 1º agosto - Dzjanis Lapceŭ, calciatore bielorusso
- 1º agosto - Piotr Malarczyk, calciatore polacco
- 1º agosto - Jennifer Nogueras, pallavolista portoricana
- 1º agosto - Amadou Sanyang, ex calciatore gambiano
- 1º agosto - Krum Stojanov, calciatore bulgaro
- 1º agosto - Ariel Turner, pallavolista statunitense
- 2 agosto - Anton Babikov, biatleta russo
- 2 agosto - Sherwood Brown, cestista statunitense
- 2 agosto - Domagoj Bubalo, ex cestista croato
- 2 agosto - Tamás Egerszegi, ex calciatore ungherese
- 2 agosto - Bruno Fitipaldo, cestista uruguaiano
- 2 agosto - Giuseppe Fonzi, ex ciclista su strada italiano
- 2 agosto - Leonel Galeano, calciatore argentino
- 2 agosto - Matt Hodgson, cestista australiano
- 2 agosto - Michael Hoyos, calciatore argentino
- 2 agosto - Hrafnhildur Lúthersdóttir, nuotatrice islandese
- 2 agosto - Evander Kane, hockeista su ghiaccio canadese
- 2 agosto - Davis Mensah, calciatore italiano
- 2 agosto - O Hyok-chol, calciatore nordcoreano
- 2 agosto - Zuleyka Silver, attrice e modella messicana
- 2 agosto - Evan Smotrycz, ex cestista statunitense
- 2 agosto - Dumitru Stajilă, calciatore moldavo
- 2 agosto - Jack Whelbourne, pattinatore di short track britannico
- 3 agosto - Mayra Aguiar, judoka brasiliana
- 3 agosto - Priscilla Gneto, judoka francese
- 3 agosto - Visvaldis Ignatāns, ex calciatore lettone
- 3 agosto - Joevin Jones, calciatore trinidadiano
- 3 agosto - Markus Kennedy, cestista statunitense
- 3 agosto - Benson Mayowa, giocatore di football americano statunitense
- 3 agosto - Miloš Ostojić, calciatore serbo
- 3 agosto - Manuel Prietl, ex calciatore austriaco
- 3 agosto - Francesco Schisano, canottiere italiano
- 3 agosto - Wang Xueyi, altista cinese
- 4 agosto - Jason Adam, giocatore di baseball statunitense
- 4 agosto - Thiago Cardoso, ex calciatore brasiliano
- 4 agosto - Hanne Claes, ostacolista belga
- 4 agosto - Christian Clemens, ex calciatore tedesco
- 4 agosto - Lena Dürr, sciatrice alpina tedesca
- 4 agosto - Amr Gamal, calciatore egiziano
- 4 agosto - Izet Hajrović, ex calciatore svizzero
- 4 agosto - Thomas Klepeisz, cestista austriaco
- 4 agosto - Graeme Shinnie, calciatore scozzese
- 4 agosto - Dieter Villalpando, calciatore messicano
- 5 agosto - Guido Andreozzi, tennista argentino
- 5 agosto - Sebastian Arzt, ex sciatore alpino austriaco
- 5 agosto - Célia Aymonier, ex biatleta e fondista francese
- 5 agosto - Francesca Bettrone, pattinatrice di velocità su ghiaccio italiana
- 5 agosto - Daniëlle van de Donk, calciatrice olandese
- 5 agosto - Ngozi Ebere, calciatrice nigeriana
- 5 agosto - Tim Eekman, calciatore olandese
- 5 agosto - Natsumi Fujita, pallavolista giapponese
- 5 agosto - Esteban Gutiérrez, ex pilota automobilistico messicano
- 5 agosto - Milovan Kapor, calciatore canadese
- 5 agosto - Rob Loe, cestista britannico
- 5 agosto - John Paul Reynolds, attore statunitense
- 5 agosto - Ronald Roberts, ex cestista statunitense
- 5 agosto - Sertaç Şanlı, cestista turco
- 5 agosto - Meegan Warner, attrice australiana
- 5 agosto - Andreas Weimann, calciatore austriaco
- 5 agosto - Wi Ha-joon, attore sudcoreano
- 5 agosto - Avni Yıldırım, pugile turco
- 6 agosto - Ross Cockrell, giocatore di football americano statunitense
- 6 agosto - Jakub Czerwiński, calciatore polacco
- 6 agosto - Issoufou Dayo, calciatore burkinabé
- 6 agosto - Pınar Demirok, ex cestista turca
- 6 agosto - Wilmer Flores, giocatore di baseball venezuelano
- 6 agosto - Marek Hanousek, calciatore ceco
- 6 agosto - Jiao Liuyang, nuotatrice cinese
- 6 agosto - Irina Kulikova, modella russa
- 6 agosto - Dávid Kálnoki-Kis, calciatore ungherese
- 6 agosto - Dylan McGowan, calciatore australiano
- 6 agosto - Antonella Palmisano, marciatrice italiana
- 6 agosto - Francesco Pellegrino, cestista italiano
- 6 agosto - Geisson Perea, calciatore colombiano
- 6 agosto - Kacey Rohl, attrice canadese
- 6 agosto - Óscar Sielva, calciatore spagnolo
- 6 agosto - Zarek Valentin, ex calciatore statunitense
- 6 agosto - Mathias Wichmann, calciatore danese
- 6 agosto - Samuel Yohou, calciatore francese
- 7 agosto - Blake Bell, giocatore di football americano statunitense
- 7 agosto - Mehdi Bourabia, calciatore francese
- 7 agosto - Martina De Memme, nuotatrice italiana
- 7 agosto - Robin Frijns, pilota automobilistico olandese
- 7 agosto - Hiromasa Fujimori, nuotatore giapponese
- 7 agosto - Lénora Guion-Firmin, velocista francese
- 7 agosto - Jessika Jenson, ex snowboarder statunitense
- 7 agosto - Corné van Kessel, ciclocrossista e ciclista su strada olandese
- 7 agosto - Zac MacMath, calciatore statunitense
- 7 agosto - Saíd Martínez, arbitro di calcio honduregno
- 7 agosto - Nəbi Məmmədov, artista marziale azero
- 7 agosto - Eric Pinkins, ex giocatore di football americano statunitense
- 7 agosto - Luis Salom, pilota motociclistico spagnolo († 2016)
- 7 agosto - Dolores Silva, calciatrice portoghese
- 7 agosto - Quinton Spain, giocatore di football americano statunitense
- 7 agosto - Mike Trout, giocatore di baseball statunitense
- 7 agosto - Rodrigo Viega, calciatore uruguaiano
- 7 agosto - Jesse Virtanen, hockeista su ghiaccio finlandese
- 7 agosto - Niek Vossebelt, calciatore olandese
- 7 agosto - Dion Wright, cestista statunitense
- 7 agosto - Lorenz Wäger, ex biatleta austriaco
- 7 agosto - Mitchell te Vrede, calciatore olandese
- 8 agosto - Marta Corredera, calciatrice spagnola
- 8 agosto - Vasco Costa, calciatore portoghese
- 8 agosto - Marcel Rømer, calciatore danese
- 8 agosto - Selina Kuster, ex calciatrice svizzera
- 8 agosto - David Lazar, calciatore rumeno
- 8 agosto - Ivan Lendrić, calciatore croato
- 8 agosto - Renay Malblanche, calciatore cubano
- 8 agosto - Anton Maresch, ex cestista austriaco
- 8 agosto - Joël Matip, ex calciatore tedesco
- 8 agosto - Marco Meilinger, calciatore austriaco
- 8 agosto - Nélson Oliveira, calciatore portoghese
- 8 agosto - Inti Pestoni, hockeista su ghiaccio svizzero
- 8 agosto - Hecters Rivera, pallavolista portoricana
- 9 agosto - Furkan Aldemir, ex cestista turco
- 9 agosto - Dri Archer, giocatore di football americano statunitense
- 9 agosto - Sander Arends, tennista olandese
- 9 agosto - Alexa Bliss, wrestler statunitense
- 9 agosto - Karel Hník, ex ciclista su strada e ciclocrossista ceco
- 9 agosto - Heize, cantautrice sudcoreana
- 9 agosto - Michail Kostjukov, calciatore russo
- 9 agosto - Li Jing, pallavolista cinese
- 9 agosto - Karam Mashour, cestista israeliano
- 9 agosto - Nick McCrory, tuffatore statunitense
- 9 agosto - Nick Millington, ex calciatore statunitense
- 9 agosto - Hansika Motwani, attrice indiana
- 9 agosto - Ashlei Sharpe Chestnut, attrice statunitense
- 9 agosto - Candela Vetrano, modella e attrice argentina
- 10 agosto - An Yong-woo, calciatore sudcoreano
- 10 agosto - Melanie Barbezat, giocatrice di curling svizzera
- 10 agosto - Dagný Brynjarsdóttir, calciatrice islandese
- 10 agosto - Michael Dapaah, rapper, attore e comico britannico
- 10 agosto - Đorđe Đurić, calciatore serbo
- 10 agosto - Malcolm Griffin, cestista statunitense
- 10 agosto - Daniel Havel, canoista ceco
- 10 agosto - Corey Hawkins, ex cestista e allenatore di pallacanestro statunitense
- 10 agosto - Héber Araújo dos Santos, calciatore brasiliano
- 10 agosto - Nikolaos Korovesīs, calciatore greco
- 10 agosto - Abdul Mateen Bolkiah, principe e militare bruneiano
- 10 agosto - Orxan Səfərov, judoka azero
- 10 agosto - Jimmy Turgis, ex ciclista su strada, ciclocrossista e dirigente sportivo francese
- 10 agosto - Obladaet, rapper russo
- 11 agosto - Jake Carroll, ex calciatore irlandese
- 11 agosto - Michael Craig, cestista statunitense
- 11 agosto - Tetsuya Endō, wrestler giapponese
- 11 agosto - Gloria Giatras Zoi, calciatrice italiana
- 11 agosto - Shelby Harris, giocatore di football americano statunitense
- 11 agosto - Estelle Nze Minko, pallamanista francese
- 11 agosto - Jarred Ogungbemi-Jackson, cestista canadese
- 11 agosto - Milica Pavlović, cantante svizzera
- 11 agosto - Alejandro Pérez Navarro, ex calciatore spagnolo
- 11 agosto - Cristian Tello, calciatore spagnolo
- 11 agosto - Tamirat Tola, maratoneta e mezzofondista etiope
- 11 agosto - Wilfredo Tovar, giocatore di baseball venezuelano
- 11 agosto - Alice de Lencquesaing, attrice francese
- 12 agosto - Ndukaku Alison, calciatore nigeriano
- 12 agosto - Jesinta Campbell, modella australiana
- 12 agosto - Rasmus Christensen, calciatore danese
- 12 agosto - Moreno De Pauw, ex pistard belga
- 12 agosto - Débora Fernandes da Costa, cestista brasiliana
- 12 agosto - Branislav Đekić, cestista serbo
- 12 agosto - Hroniss Grasu, giocatore di football americano statunitense
- 12 agosto - Emil Iversen, fondista norvegese
- 12 agosto - Renaud Jay, fondista francese
- 12 agosto - Alessio Lapice, attore italiano
- 12 agosto - Mads Mensah Larsen, pallamanista danese
- 12 agosto - Khris Middleton, cestista statunitense
- 12 agosto - Kiki Mordi, giornalista, regista e scrittrice nigeriana
- 12 agosto - Lamar Patterson, cestista statunitense
- 12 agosto - Tremain Paul, calciatore santaluciano
- 12 agosto - Gabriele Pierini, rugbista a 15 italiano
- 12 agosto - Marco Santiangeli, cestista italiano
- 12 agosto - Lakeith Stanfield, attore e rapper statunitense
- 12 agosto - Jana Vojteková, calciatrice slovacca
- 12 agosto - Chinatsu Yamamoto, ex cestista giapponese
- 13 agosto - Baek Sung-dong, calciatore sudcoreano
- 13 agosto - Solène Barbance, calciatrice francese
- 13 agosto - Lodovica Bortot, ex calciatrice italiana
- 13 agosto - Hilda Carlén, calciatrice svedese
- 13 agosto - Vedran Celjak, calciatore croato
- 13 agosto - Aminata Fall, cestista senegalese
- 13 agosto - Ayu Gani, modella indonesiana
- 13 agosto - Alexander Kačaniklić, ex calciatore svedese
- 13 agosto - Emelie Lundberg, calciatrice svedese
- 13 agosto - Paweł Wiesiołek, multiplista polacco
- 14 agosto - Álex Abreu, cestista portoricano
- 14 agosto - Hope Akpan, ex calciatore nigeriano
- 14 agosto - Tommaso Castello, ex rugbista a 15 italiano
- 14 agosto - Richard Freitag, saltatore con gli sci tedesco
- 14 agosto - Natal'ja Gantimurova, modella russa
- 14 agosto - Laurynas Grigelis, tennista lituano
- 14 agosto - Henrik Harlaut, sciatore freestyle svedese
- 14 agosto - Reggie Hearn, ex cestista statunitense
- 14 agosto - Oleg Ivenko, danzatore e attore ucraino
- 14 agosto - Rachael Kidder, ex pallavolista e allenatrice di pallavolo statunitense
- 14 agosto - Nicha Lertpitaksinchai, ex tennista thailandese
- 14 agosto - Branislava Mandic, modella serba
- 14 agosto - Tommaso Montanari, pilota motociclistico italiano
- 14 agosto - Charlotte Nicdao, attrice australiana
- 14 agosto - Jakob Olsson, ex calciatore svedese
- 14 agosto - Pontus Silfwer, ex calciatore svedese
- 14 agosto - Etimoni Timuani, velocista e calciatore tuvaluano
- 15 agosto - Manon Costard, sciatrice nautica francese
- 15 agosto - Ellen Gandy, ex nuotatrice britannica
- 15 agosto - Chema González, cestista spagnolo
- 15 agosto - Fuad Ibrahim, ex calciatore etiope
- 15 agosto - Filip Mladenović, calciatore serbo
- 15 agosto - Petja Piiroinen, ex snowboarder finlandese
- 15 agosto - Fabian Schwingenschlögl, ex nuotatore tedesco
- 15 agosto - Pernal Williams, calciatore santaluciano
- 15 agosto - Sam Willoughby, ex ciclista di BMX australiano
- 16 agosto - A.J. Bouye, giocatore di football americano statunitense
- 16 agosto - José Eduardo de Araújo, calciatore brasiliano
- 16 agosto - Kyle Emanuel, giocatore di football americano statunitense
- 16 agosto - Benjamin Fischer, politico svizzero
- 16 agosto - Greg Garza, ex calciatore statunitense
- 16 agosto - Anna Gasser, snowboarder austriaca
- 16 agosto - Radosław Kawęcki, nuotatore polacco
- 16 agosto - Sarah-Jeanne Labrosse, attrice canadese
- 16 agosto - Bia, rapper e cantante statunitense
- 16 agosto - Diletta Leotta, conduttrice televisiva, conduttrice radiofonica e giornalista italiana
- 16 agosto - Evanna Lynch, attrice irlandese
- 16 agosto - Giulia Mazzocchi, ex hockeista su ghiaccio italiana
- 16 agosto - Jure Pantar, taekwondoka sloveno
- 16 agosto - Roope Riski, calciatore finlandese
- 16 agosto - Erik Schouten, calciatore olandese
- 16 agosto - G.E.M., cantautrice e musicista hongkonghese
- 16 agosto - Susanne Weinbuchner, ex sciatrice alpina tedesca
- 16 agosto - Young Thug, rapper statunitense
- 17 agosto - David Balaguer, pallamanista spagnolo
- 17 agosto - Danilo Barcelos, calciatore brasiliano
- 17 agosto - Thomas Bropleh, cestista statunitense
- 17 agosto - Austin Butler, attore statunitense
- 17 agosto - Roberta D'Agostina, ex saltatrice con gli sci italiana
- 17 agosto - Richardson Fernandes dos Santos, calciatore brasiliano
- 17 agosto - Michael Hepburn, ciclista su strada e pistard australiano
- 17 agosto - Sanni Issa, calciatore nigeriano
- 17 agosto - Ivan Kokonov, calciatore bulgaro
- 17 agosto - Lyle Lakay, calciatore sudafricano
- 17 agosto - Erik Quintela, cestista spagnolo
- 17 agosto - Marion Rousse, ex ciclista su strada francese
- 17 agosto - Qory Sandioriva, modella indonesiana
- 17 agosto - Anisha Vekemans, ex ciclista su strada belga
- 17 agosto - Timothy Wang, tennistavolista statunitense
- 17 agosto - Steven Zuber, calciatore svizzero
- 18 agosto - Liz Cambage, cestista australiana
- 18 agosto - Matías Campos López, calciatore cileno
- 18 agosto - Richard Harmon, attore canadese
- 18 agosto - Mercédesz Henger, attrice, personaggio televisivo e modella ungherese
- 18 agosto - José Carlos Maltos Diaz, giocatore di football americano messicano
- 18 agosto - Brianna McNeal, ostacolista statunitense
- 18 agosto - Joaquín Menini, hockeista su prato argentino
- 18 agosto - Martín Pérez Guedes, calciatore argentino
- 18 agosto - Marina Sumić, taekwondoka croata
- 18 agosto - Alessandro Tondo, pallavolista italiano
- 18 agosto - Esra Ural, cestista turca
- 18 agosto - Wang Yu, altista cinese
- 19 agosto - Ali Ahamada, calciatore francese
- 19 agosto - Salem Al-Dawsari, calciatore saudita
- 19 agosto - Jorge Betancur, calciatore colombiano
- 19 agosto - Brenda Briasco, schermitrice italiana
- 19 agosto - Alberto Brignoli, calciatore italiano
- 19 agosto - Gianni Bruno, calciatore belga
- 19 agosto - Néstor Canelón, calciatore venezuelano
- 19 agosto - Jacob Dalton, ex ginnasta statunitense
- 19 agosto - Cheick Doumbia, calciatore maliano
- 19 agosto - Ivor Horvat, calciatore croato
- 19 agosto - Jonathan Johansson, calciatore svedese
- 19 agosto - Kendall Marshall, ex cestista statunitense
- 19 agosto - Osvaldas Matulionis, cestista lituano
- 19 agosto - Ousmane N'Diaye, calciatore senegalese
- 19 agosto - Brock O'Hurn, modello e attore statunitense
- 19 agosto - Diogo Rangel, calciatore brasiliano
- 19 agosto - Benoît Schwarz, giocatore di curling svizzero
- 19 agosto - Matyas Szabo, schermidore rumeno
- 19 agosto - Kalidou Yero, ex calciatore senegalese
- 19 agosto - Bartosz Śpiączka, calciatore polacco
- 20 agosto - Luis Almanza, cestista venezuelano
- 20 agosto - Sonia Asselah, judoka algerina
- 20 agosto - Emily Chancellor, rugbista a 15 australiana
- 20 agosto - Hernâni Jorge Santos Fortes, calciatore portoghese
- 20 agosto - Dejan Glavica, calciatore croato
- 20 agosto - Jordan Heath, cestista statunitense
- 20 agosto - Max Hegewald, attore e regista tedesco
- 20 agosto - Alejandro Hohberg, calciatore peruviano
- 20 agosto - Cory Joseph, cestista canadese
- 20 agosto - Arsenij Logašov, ex calciatore russo
- 20 agosto - Brett McCormick, pilota motociclistico canadese
- 20 agosto - Federico Pagnini, hockeista su pista italiano
- 20 agosto - Jules Plisson, rugbista a 15 francese
- 20 agosto - Juan Daniel Roa, ex calciatore colombiano
- 20 agosto - Talles Frederico Silva, altista brasiliano
- 20 agosto - Mario Tičinović, calciatore croato
- 20 agosto - Alfred Zefi, calciatore albanese
- 21 agosto - David Andújar, calciatore spagnolo
- 21 agosto - Batyr Babaýew, calciatore turkmeno
- 21 agosto - Leandro Bacuna, calciatore olandese
- 21 agosto - Kalifa Coulibaly, calciatore maliano
- 21 agosto - Andrea De Nicolao, cestista italiano
- 21 agosto - Petar Franjić, calciatore croato
- 21 agosto - Petter Høvik, giocatore di calcio a 5 e ex calciatore norvegese
- 21 agosto - Jia Tong, tuffatrice cinese
- 21 agosto - Hanna Kolb, ex fondista tedesca
- 21 agosto - Walisson Maia, calciatore brasiliano
- 21 agosto - Il'ja Malych, bobbista, ex velocista e ex ostacolista russo
- 21 agosto - Cyril Mandouki, calciatore francese
- 21 agosto - Christian Navarro, attore statunitense
- 21 agosto - Anna Nečaevskaja, fondista russa
- 21 agosto - Demy, cantante greca
- 21 agosto - Raquel Pélissier, modella haitiana
- 21 agosto - Ryan Rae, ex calciatore sudafricano
- 21 agosto - Dráusio, ex calciatore brasiliano
- 21 agosto - Tobias Schjetne, giocatore di calcio a 5 e calciatore norvegese
- 21 agosto - Luca Steiner, giocatore di football americano svizzero
- 21 agosto - Amalie Szigethy, cantante e personaggio televisivo danese
- 21 agosto - Jakub Szyszkowski, pesista polacco
- 21 agosto - Lars Veldwijk, calciatore olandese
- 21 agosto - Jhonny da Silva, calciatore uruguaiano
- 21 agosto - Dominika Škorvánková, calciatrice slovacca
- 22 agosto - Naomi Ackie, attrice britannica
- 22 agosto - Danilo Cócaro, calciatore uruguaiano
- 22 agosto - Bruce Ellington, giocatore di football americano statunitense
- 22 agosto - Jo Bo-ah, attrice sudcoreana
- 22 agosto - Cole Krueger, pattinatore di short track statunitense
- 22 agosto - Federico Macheda, calciatore italiano
- 22 agosto - Dragan Mihajlović, calciatore serbo
- 22 agosto - Jorge Félix, calciatore spagnolo
- 22 agosto - Guro Pettersen, calciatrice norvegese
- 22 agosto - Adrien Regattin, calciatore marocchino
- 22 agosto - Irina Rimes, cantante moldava
- 22 agosto - Carlos Andrés Rivas, calciatore colombiano
- 22 agosto - Brayden Schenn, hockeista su ghiaccio canadese
- 22 agosto - Asia Taylor, cestista statunitense
- 22 agosto - Ysaora Thibus, schermitrice francese
- 22 agosto - Lorraine Ugen, lunghista britannica
- 23 agosto - Jennifer Abel, tuffatrice canadese
- 23 agosto - Norlla Amiri, ex calciatore afghano
- 23 agosto - Fabián Balbuena, calciatore paraguaiano
- 23 agosto - Derek Cooke, cestista statunitense
- 23 agosto - Line Jensen, calciatrice danese
- 23 agosto - José Leguizamón, calciatore paraguaiano
- 23 agosto - Ewelina Lisowska, cantante polacca
- 23 agosto - Jake Manley, attore canadese
- 23 agosto - Laura O'Sullivan, calciatrice gallese
- 23 agosto - Iiro Pakarinen, hockeista su ghiaccio finlandese
- 23 agosto - Brenno Placido, attore italiano
- 23 agosto - Nadia Reid, cantautrice neozelandese
- 23 agosto - Philip Türpitz, calciatore tedesco
- 23 agosto - Kiryl Vjarhejčyk, ex calciatore bielorusso
- 24 agosto - Nazmi Albadawi, ex calciatore palestinese
- 24 agosto - Stefan Bell, calciatore tedesco
- 24 agosto - Giulia Di Camillo, calciatrice italiana
- 24 agosto - Gilly Flaherty, ex calciatrice inglese
- 24 agosto - John Fleck, calciatore scozzese
- 24 agosto - Locklan Gilbert, ex giocatore di football americano e personaggio televisivo australiano
- 24 agosto - Soichi Hashimoto, judoka giapponese
- 24 agosto - Enrique Hernández, giocatore di baseball portoricano
- 24 agosto - Ivan Incir, ex hockeista su ghiaccio svizzero
- 24 agosto - Yassine Jebbour, ex calciatore francese
- 24 agosto - Simona Kubová, nuotatrice ceca
- 24 agosto - Mafalda Marujo, calciatrice portoghese
- 24 agosto - Gavin Mannion, ex ciclista su strada statunitense
- 24 agosto - Gabriel Somi, calciatore svedese
- 24 agosto - Mirabelle Thovex, ex snowboarder francese
- 24 agosto - Mark Uth, calciatore tedesco
- 24 agosto - Matías Vecino, calciatore uruguaiano
- 24 agosto - Wang Zhen, marciatore cinese
- 24 agosto - Sandro Wolfinger, calciatore liechtensteinese
- 25 agosto - Alok, disc jockey e produttore discografico brasiliano
- 25 agosto - Luke Ayling, calciatore inglese
- 25 agosto - Leon Edwards, artista marziale misto giamaicano
- 25 agosto - Tsgabu Grmay, ex ciclista su strada etiope
- 25 agosto - Yvan Kody, pallavolista camerunese
- 25 agosto - Gershon Koffie, calciatore ghanese
- 25 agosto - Tomáš Malinský, calciatore ceco
- 25 agosto - Riley McCormick, tuffatore canadese
- 25 agosto - Ivan Novosel'cev, ex calciatore russo
- 26 agosto - Ruby Aldridge, modella statunitense
- 26 agosto - Sean Armand, cestista statunitense
- 26 agosto - Alvin Bailey, giocatore di football americano statunitense
- 26 agosto - Laurie Berthon, ex pistard francese
- 26 agosto - Gauthier Boccard, hockeista su prato belga
- 26 agosto - Artjoms Butjankovs, cestista lettone
- 26 agosto - Arnaud Démare, ciclista su strada francese
- 26 agosto - Davide Di Marco, arbitro di calcio italiano
- 26 agosto - Jessica Diggins, fondista statunitense
- 26 agosto - Chris Dowe, cestista statunitense
- 26 agosto - Kong Xue, ex pattinatrice di short track cinese
- 26 agosto - Marcelo Augusto Mathias da Silva, calciatore brasiliano († 2016)
- 26 agosto - Gabe Nevins, attore statunitense
- 26 agosto - Dylan O'Brien, attore statunitense
- 26 agosto - Martín Ramos, pallavolista argentino
- 26 agosto - Francisco Solano, giocatore di calcio a 5 spagnolo
- 26 agosto - Ketlen Vieira, artista marziale mista brasiliana
- 27 agosto - Javorius Allen, giocatore di football americano statunitense
- 27 agosto - Rémi Barry, ex cestista francese
- 27 agosto - Lisa Darmanin, velista australiana
- 27 agosto - Carolina Deslandes, cantante portoghese
- 27 agosto - Nebojša Gavrić, calciatore serbo
- 27 agosto - Alexandre Henrique Gonçalves Freitas, calciatore portoghese
- 27 agosto - Monika Hojnisz, biatleta polacca
- 27 agosto - Lee Sung-yeol, cantante e attore sudcoreano
- 27 agosto - Daniel Lovitz, calciatore statunitense
- 27 agosto - Remy McBain, pallavolista portoricana
- 27 agosto - Bojan Najdenov, calciatore macedone
- 27 agosto - Ragnar Nathanaelsson, cestista islandese
- 27 agosto - Andrea Pilzer, giocatore di curling italiano
- 27 agosto - Young Mazino, attore statunitense
- 28 agosto - Felicio Brown, calciatore tedesco
- 28 agosto - Maria Adela Constantin, bobbista rumena
- 28 agosto - Daniil Fominych, ciclista su strada kazako
- 28 agosto - Jimmy Gavin, cestista statunitense
- 28 agosto - Amanda Kessel, hockeista su ghiaccio statunitense
- 28 agosto - Samuel Larsen, cantante e attore statunitense
- 28 agosto - Nicoletta Manni, danzatrice italiana
- 28 agosto - Kyle Massey, attore statunitense
- 28 agosto - Funso Ojo, calciatore belga
- 28 agosto - Andreja Pejić, modella e attrice bosniaca
- 28 agosto - Jurij Revič, violinista russo
- 28 agosto - Bart Schenkeveld, calciatore olandese
- 28 agosto - Damiano Valsecchi, pallavolista italiano
- 28 agosto - Marko Vešović, calciatore montenegrino
- 28 agosto - Valentín Viola, calciatore argentino
- 28 agosto - Jonathan Whitesell, attore canadese
- 29 agosto - Khalid Butti, calciatore emiratino
- 29 agosto - Mohammed Aoulad, ex calciatore belga
- 29 agosto - Néstor Araujo, calciatore messicano
- 29 agosto - Thomas Bormolini, ex biatleta italiano
- 29 agosto - Gabriel Compagnucci, calciatore argentino
- 29 agosto - Deorro, disc jockey e produttore discografico statunitense
- 29 agosto - Joshua Gatt, calciatore statunitense
- 29 agosto - Pierre Jackson, cestista statunitense
- 29 agosto - August Jensen, ex ciclista su strada norvegese
- 29 agosto - Sara Lucci, calciatrice italiana
- 29 agosto - Francisco Meza, calciatore colombiano
- 29 agosto - Youness Mokhtar, calciatore olandese
- 29 agosto - Michael Omoh, calciatore nigeriano
- 29 agosto - Nayo Raincock-Ekunwe, ex cestista canadese
- 29 agosto - Stian Ringstad, calciatore norvegese
- 29 agosto - Deshaun Thomas, ex cestista statunitense
- 29 agosto - Spencer Turrin, canottiere australiano
- 29 agosto - Brandon Ubel, ex cestista statunitense
- 30 agosto - Veronica Becci, calciatrice e giocatrice di calcio a 5 italiana
- 30 agosto - Jacqueline Cako, tennista statunitense
- 30 agosto - Liam Cooper, calciatore inglese
- 30 agosto - Sam Dorman, tuffatore statunitense
- 30 agosto - Merdan Gurbanow, calciatore turkmeno
- 30 agosto - Irvin Herrera, calciatore salvadoregno
- 30 agosto - Jack Mewhort, giocatore di football americano statunitense
- 30 agosto - Fərid Məmmədov, cantante azero
- 30 agosto - Gaia Weiss, modella e attrice francese
- 30 agosto - Mateus da Silva, calciatore brasiliano
- 30 agosto - Evgenij Šljakov, calciatore russo
- 31 agosto - António Félix da Costa, pilota automobilistico portoghese
- 31 agosto - William Garrett, ex calciatore nordirlandese
- 31 agosto - Thomas Azevedo, calciatore belga
- 31 agosto - Moreno Hofland, ex ciclista su strada olandese
- 31 agosto - Yaghoub Karimi, calciatore iraniano
- 31 agosto - Goga Kikacheishvili, arbitro di calcio georgiano
- 31 agosto - Petros Mantalos, calciatore greco
- 31 agosto - Mimi Ndiweni, attrice britannica
- 31 agosto - Jason Rogers, velocista nevisiano
- 31 agosto - Shi Tingmao, ex tuffatrice cinese
- 31 agosto - Jakub Słowik, calciatore polacco
- 31 agosto - Cédric Soares, calciatore portoghese
- 31 agosto - Marco Spanghero, cestista italiano
- 31 agosto - Christian Walder, sciatore alpino austriaco